# Van Slingelandtshof
Het Van Slingelandtshof, ook wel Arme Vrouwenhof of Hof van Slingelandt genoemd, is een hofje in de plaats Dordrecht, in de Nederlandse provincie Zuid-Holland. Het bevindt zich halverwege de Vriesestraat en is het oudste hofje van het eiland. 

## Geschiedenis
Opdrachtgevers waren Pieter van Slingelandt en zijn vrouw Cornelia van der Mee Roosenburgh, ze lieten de 'geefhuisjes' in 1519 bouwen voor de huisvesting van arme en oude vrouwen. Deze liefdadigheid kwam voort uit godsdienstige overtuiging.
In 1727 werd het hofje door Bartholomeus baron Van Segwaert vernieuwd en uitgebreid. In 1859 werd het na een brand opnieuw vergroot. Ditmaal was M.J. Repelaer de weldoenster. Ze wordt in ere gehouden met een gevelsteen. Ook in 1920 werd nog een gedeelte vernieuwd. Uiteindelijk telde het complex 32 woningen. Tot ongeveer 1930 waren de huisjes uitsluitend bestemd voor vrouwen van 60 jaar en ouder. Zij konden kiezen tussen een voor- of een achterwoning. Voor een voorwoning betaalden zij 300 gulden en voor een achterwoning 100 gulden huur per jaar.
Het hof raakte in de twintigste eeuw steeds meer in verval. In de jaren zeventig werden de woningen voornamelijk bewoond door krakers, drugsgebruikers en dealers. Uiteindelijk kocht de gemeente in 1989 het Van Slingelandtshof. De woonstichting restaureerde het complex volledig om het drie jaar later te heropenen. De huisjes in de Vriesestraat zijn nu winkeltjes, de achterhuisjes werden een tijd lang via het Leger des Heils verhuurd. Nu zijn de achterwoningen terug in beheer bij woningstichting Trivire, en worden zij verhuurd aan particulieren.

## Vormgeving
Boven de toegang van het hof bevinden zich de wapens van de geslachten Slingelandt en Van der Mee. Aan de andere zijde van het poortgebouw is een gevelsteen met het wapen van Van Segwaert aangebracht. Het eenvoudig vormgegeven complex is van oudheidkundige waarde en daarom opgenomen in het register van rijksmonumenten. Het hofje is overdag toegankelijk voor bezoekers.